# 楊氏蠟像院
楊氏蠟像院（1979年6月9日 - 1979年12月），位於九龍尖沙嘴美麗華酒店商場第二層地庫，它是香港第三間蠟像館，該院規模宏偉，極富中國傳統文化色彩，為景福珠寶老闆，商人楊志雲先生耗資港幣一百萬元經營 。由於蠟像被歹徒惡意破壞，該院在1979年12月停業。

## 蠟像展品
- 楊氏蠟像院展出40多個蠟像，包括中華民國國父孫中山先生。1981年1月21日（星期三）至1981年1月23日（星期五）曾經停業3天，安裝：雍正、呂四娘、秋瑾、項羽及馬可波羅 的蠟像[3]。

## 入場券
- 每位港幣5元；優待學生，只收港幣3元。

## 外部連結
- 香港美麗華酒店的官方綱站 （页面存档备份，存于）
- 香港杜莎夫人蠟像館的官方綱站 （页面存档备份，存于）